# Blackpool Football Club 2010-2011
Questa voce raccoglie le informazioni riguardanti il Blackpool Football Club nelle competizioni ufficiali della stagione 2010-2011.

## Stagione
La stagione 2010-2011 è, per il Blackpool, quella del debutto assoluto in Premier League, da quando la prima divisione inglese ha assunto questa denominazione, dopo aver vinto la finale play-off di Championship nella stagione precedente. In quella che è anche la 99.ma stagione consecutiva in Football League per i Tangerines, la 2010-2011 è anche la prima stagione in massima serie dal 1971. A guidare la squadra è Ian Holloway, confermato per una seconda stagione dopo la straordinaria cavalcata del 2009-2010.
Il principale argomento di discussione tra i tifosi dei Tangerines, ad inizio stagione, è la mancanza di rinforzi arrivati a Bloomfield Road per affrontare la nuova stagione in massima serie. La squadra, infatti, è composta, fino all'11 agosto da soli 15 giocatori, tra i quali non si contano più Ben Burgess (venduto al Notts County) e Stephen McPhee, costretto forzatamente al ritiro. Proprio l'11 agosto il Blackpool ufficializza ben 5 nuovi giocatori, tra cui spicca il nome di Marlon Harewood, ex-attaccante di Aston Villa e West Ham in Premier League. Due giorni dopo viene presentato anche il sesto nuovo acquisto, il giovane Chris Basham, in arrivo dal Bolton, il quale porta il totale di giocatori a disposizione di Holloway a quota 26. Gli ultimi acquisti estivi dei Tangerines sono rappresentati da: il difensore centrale israeliano Dekel Keinan, il quale rimarrà a Bloomfield Road per soli sei mesi, prima di essere mandato in prestito al Cardiff; l'attaccante Luke Varney, in prestito dal Derby County; il giovane Matt Phillips, dal Wycombe; l'australiano David Carney, in arrivo dagli olandesi del Twente, e il portiere ghanese Richard Kingson. Tutti questi acquisti, escluso Keinan, arrivano durante l'ultimo giorno di mercato e si aggiungono al vero colpo importante dei Seasiders, ovvero la riconferma, questa volta a titolo definitivo, di DJ Campbell, protagonista delle ultime due stagioni di Championship e autore di quella tripletta che ha permesso al Blackpool di superare il Nottingham Forest nella semifinale play-off della stagione precedente.
La stagione, dopo una pre-season che vede il Blackpool vincere la South West Challenge Cup, tenutasi nel Devon, comincia il 14 agosto e lo fa nel migliore dei modi: i Tangerines si impongono per 4-0 sul Wigan al DW Stadium e chiudono la prima giornata in testa alla classifica, divenendo così momentaneamente la prima squadra della piramide calcistica inglese (per la prima volta dalla giornata inaugurale della First Division 1957-1958). L'entusiasmo provocato da questa roboante vittoria viene immediatamente spento alla seconda giornata: al cospetto dell'Arsenal di Arsène Wenger, il Blackpool viene travolto da uno scatenato Theo Walcott, che segna 3 dei 6 gol totali dei Gunners (0-6). Il 24 agosto, inoltre, i Tangerines vengono eliminati anche dalla Coppa di Lega, uscendo al secondo turno (la prima partita possibile per una squadra di Premier League, però) contro gli MK Dons. Contro il Fulham (2-2), arriva anche la prima partita di Premier League di sempre ad essere disputata a Bloomfield Road. In questa occasione si accende subito la stella di Luke Varney, arrivato il giorno prima dal Derby e già protagonista con un gol.
Dopo la pausa per le nazionali, il Blackpool torna in campo l'11 settembre, in trasferta sul campo del Newcastle, laddove ottiene la sua seconda vittoria stagionale (2-0), grazie alle reti di Marlon Harewood e DJ Campbell. Questo risultato porta i Tangerines ad issarsi al quarto posto in classifica, dietro al prestigiosissimo trio composto da Chelsea, Arsenal e Manchester United. Proprio contro il Chelsea il Blackpool fa la sua seconda visita nella capitale e, anche in questo caso, raccoglie una sonora sconfitta (0-4), a dimostrazione di quanta sia ancora la differenza tra i Tangerines e i Club d'èlite del calcio inglese.
Di ritorno a Bloomfield Road, il Blackpool ospita il Blackburn di Sam Allardyce, manager dei Seasiders tra il 1994 e il 1996, e viene sconfitto nei minuti di recupero da un gol di Brett Emerton (1-2), dopo che Matt Phillips era riuscito a trovare il pareggio in extremis. La bruciante sconfitta contro i Rovers viene però seguita da una grande impresa per gli arancioni: alla settima giornata di campionato, infatti, le reti di Charlie Adam (su rigore) e Luke Varney aiutano il Blackpool ad ottenere una prestigiosa vittoria per 2-1 sul Liverpool ad Anfield, nel primo incontro tra le due squadre dal 9 gennaio 1971.
Al rientro dalla seconda pausa per le nazionali, il Blackpool ospita il Manchester City di Roberto Mancini e dà vita ad un'altra partita spettacolare, dovendosi eventualmente arrendere per 3-2 dinnanzi a uno scatenato Carlos Tévez, autore di una doppietta. Anche contro il Birmingham il risultato non sorride ai Tangerines, i quali vengono battuti dalle reti di Liam Ridgewell e Nikola Žigić (0-2). Il periodo complicato, composto da quattro sconfitte in cinque gare, viene temporaneamente interrotto dalla vittoria per 2-1 sul WBA, la prima ottenuta dal Blackpool tra le mura amiche di Bloomfield Road. In una partita maschia, i Baggies rimangono in nove uomini all'interno della prima mezz'ora e subiscono le reti di Adam (dal dischetto) e Varney, alle quali non riescono a rispondere se non con il classico "consolation goal".
A questi tre punti, il Blackpool fa seguire il pareggio, sempre casalingo, contro l'Everton (2-2), nel quale si rende protagonista Séamus Coleman. L'irlandese, che aveva aiutato gli arancioni a raggiungere la promozione nella stagione precedente (era in prestito proprio dai Toffees), segna il gol del definitivo pareggio, dopo che David Vaughan aveva segnato la rete del momentaneo 2-1. La successiva sconfitta di Villa Park contro l'Aston Villa, un 2-3 rocambolesco nel quale a decidere l'incontro è il colpo di testa di James Collins al minuto 94, lascia il Blackpool al quattordicesimo posto in classifica, una situazione confortevole per gli obiettivi di inizio stagione, ma comunque complicata da una serie di risultati all'interno della quale i Tangerines, hanno ottenuto solo 7 punti in 8 partite.
Dopo il pareggio a reti bianche contro il West Ham ad Upton Park, nel quale i Seasiders perdono il portiere titolare Matthew Gilks a causa di un infortunio alla rotula, il Blackpool riceve la visita del Wolverhampton. In una partita nella quale si nota anche la presenza, tra gli spettatori, del Principe William, i padroni di casa si portano avanti grazie alla "spettacolare" volée dalla distanza di Luke Varney e al quinto centro stagionale di Marlon Harewood. A nulla serve la rete di Kevin Doyle nel finale: il Blackpool torna alla vittoria dopo quattro turni di astinenza.
Novembre si chiude con un pareggio per i Tangerines. Passati in vantaggio grazie al primo centro stagionale di Ian Evatt e raddoppiando con Varney, gli uomini di Holloway si fanno riacciuffare proprio allo scadere dal Bolton, le cui reti portano la firma di Martin Petrov e Mark Davies, per un 2-2 finale che garantisce agli arancioni di issarsi al decimo posto della graduatoria dopo la trasferta al Reebok Stadium.
Successivamente a questa partita, il Blackpool rimane fermo per due settimane, dopo che la gara contro il Manchester United viene rinviata a causa del campo ghiacciato a Bloomfield Road. Prima che queste stesse circostanze si ripetano (e quindi portino al rinvio) anche del doppio turno casalingo contro Tottenham e Liverpool, i Seasiders tornano al successo imponendosi per 1-0, in trasferta, sul campo dello Stoke City, grazie al terzo centro stagionale di DJ Campbell. In un dicembre avaro di incontri, il Blackpool chiude il suo 2010 con una decisa vittoria per 2-0 sul Sunderland di Steve Bruce, nel primo confronto tra le due squadre negli ultimi 22 anni e nel primo in assoluto giocato allo Stadium of Light.
Il primo match del 2011 si disputa all'Etihad Stadium, contro il Manchester City, il quale esce vincitore, ma con il minimo degli scarti (0-1, grazie al gol di Adam Johnson). Durante l'incontro, Carlos Tévez, autore di una doppietta all'andata, sbaglia anche un calcio di rigore che, a fine stagione, avrebbe potuto rivelarsi decisivo nella corsa dell'argentino al Golden Boot. L'esordio casalingo nel nuovo anno solare coincide anche con la prima partita che il Blackpool disputa a Bloomfield Road nelle ultime 7 settimane. Il risultato, però, è deludente per i ragazzi di Holloway che, anche in questo caso, vengono sconfitti proprio allo scadere: a portare a casa i tre punti è il Birmingham, diretta rivale per la salvezza, che grazie alle reti di Alexander Hleb e Scott Dann rende vano il gol di DJ Campbell.
A metà stagione, i Tangerines hanno ottenuto un buon bottino in ottica salvezza: 25 punti in 19 gare, figli di 7 vittorie e 4 pareggi, fanno intravedere buone prospettive per il mantenimento della categoria. A questi si aggiunge la sconfitta nel terzo turno di FA Cup contro il Southampton, la quale fa prevenire agli arancioni eventuali dispendi di energie nei successivi turni di coppa.
La Premier League ritorna il 12 gennaio, con il primo dei tre recuperi messi in calendario per il Blackpool. A Bloomfield Road arriva il Liverpool del nuovo allenatore, e leggenda Red, Kenny Dalglish. Nonostante l'immediata rete di Fernando Torres, i Seasiders non si lasciano scoraggiare e trovano prima il pari grazie a Gary Taylor-Fletcher (per sua stessa ammissione tifoso del Liverpool), e poi il gol vittoria col solito DJ Campbell. Con questo risultato, il Blackpool ottiene il primo "league double" contro i Reds della sua storia dalla First Division 1946-1947, quella che alla fine vide trionfare proprio la metà rossa della città sulle sponde della Mersey.
Gennaio si chiude con tre dolorose sconfitte per i Tangerines. La sconfitta casalinga contro il Sunderland (1-2, a causa di una doppietta di Kieran Richardson), intervalla una coppia di partite perse, entrambe col punteggio finale di 2-3 (contro West Brom e Manchester United). Queste due gare dimostrano alcuni punti fermi e ricorrenti della stagione del Blackpool: gli uomini di Holloway, per quanto tenaci e propositivi in attacco, si lasciano spesso e volentieri sorprendere difensivamente e questa debolezza viene accentuata nei minuti finali delle gare. Tanto a The Hawthorns, quanto in casa contro lo United (nel secondo dei tre recuperi previsiti per i Seasiders), il Blackpool passa in vantaggio (va addirittura sul 2-0 contro i Red Devils) per poi farsi riprendere ed essere sorpassato proprio negli istanti conclusivi. La doppietta, arrivata all'87º minuto, di Peter Odemwingie (per il West Brom) e quella di Dimitar Berbatov (per lo United, il cui gol-partita arriva al minuto 88) fanno sì che i grandi sforzi dei Tangerines non fruttino loro nemmeno un punto in classifica, rimanendo così fermi al 12º posto. Queste due partite vanno ad aggiungersi alla lista delle 11 (su 22 disputate in Premier) nelle quali il Blackpool subisce un gol negli ultimi 10' di gara, e per l'ottava e la nona volta rispettivamente, questi gol coincidono con punti persi dalla squadra di Holloway.
Per quanto riguarda le vicende extra-campo, il 27 gennaio la squadra viene multata per un valore di 25mila sterline dal Board della Premier League per aver schierato una formazione non sufficientemente competitiva nella sfida contro l'Aston Villa del 10 novembre precedente. Per paura di eventuali ripercussioni (e penalizzazioni), la società decide di accettare la multa e non sporgere reclamo.
Contemporaneamente, si conclude anche il calciomercato che porta nuovi giocatori alla corte di Ian Holloway. Tra questi, vanno ricordati il difensore marocchino Salaheddine Sbaï, arrivato dal Nîmes per risolvere i problemi della retroguardia arancione, e soprattutto Jason Puncheon, dal Southampton (oltre a loro arriveranno anche Andy Reid dal Sunderland, James Beattie in prestito dai Rangers e Sergei Kornilenko dallo Zenit).
Il 2 febbraio, il Blackpool ospita il West Ham ultimo della classe, in una partita importante per i Tangerines per rilanciarsi in classifica. La gara però non va come si auguravano i giocatori e i tifosi arancioni: la doppietta di Victor Obinna e la prima rete di Robbie Keane (arrivato in prestito dagli Spurs due giorni prima), si dimostrano decisive per la squadra di Avram Grant, che si impone a Bloomfield Road col punteggio di 3-1. Tre giorni dopo, i Seasiders raccolgono la loro quinta sconfitta consecutiva in Premier, e l'ottava nelle ultime nove partite in tutte le competizioni, quando vengono schiantati da uno straordinario Louis Saha, autore di ben 4 gol, nel 5-3 finale con cui l'Everton si impone a Goodison Park. La serie di risultati negativi lascia così il Blackpool al 15º posto in classifica.
Dopo il pareggio casalingo contro l'Aston Villa (1-1), il Blackpool è chiamato ad ospitare il Tottenham a Bloomfield Road, nel recupero della gara che avrebbe dovuto disputarsi il 19 dicembre 2010. Gli Spurs, forti della vittoria contro il Milan in Champions League della settimana precedente, vengono battuti da un ottimo Blackpool, che porta a casa l'incontro grazie alle reti di Charlie Adam (su rigore, il sesto della stagione), DJ Campbell e Brett Ormerod, il quale diventa il primo giocatore della storia del Club ad aver segnato in tutte e quattro le divisioni del calcio professionistico inglese. Il gol a tempo scaduto di Roman Pavlyuchenko, che fissa il punteggio sul definitivo 3-1, si rivelerà chiave a fine stagione: la differenza reti comincia a dimostrarsi un fattore importantissimo per i Tangerines.
Le successive due gare sono avare di segnali positivi per il Blackpool. La visita fatta al Wolverhampton ultimo in classifica si rivela un disastro: 0-4 il punteggio finale e, oltre a un Charlie Adam già squalificato, Ian Holloway perde per tre partite anche il suo miglior marcatore, DJ Campbell (per rosso diretto). A Bloomfield Road, invece, arriva il Chelsea che, guidato dalle sue stelle John Terry e Frank Lampard (autore di una doppietta), si porta a casa i tre punti, vanificando la seconda rete in maglia arancione di Jason Puncheon. Nel finale di gara, i Tangerines sono inoltre costretti a mandare in campo il quarto portiere diverso della loro stagione: a causa di un infortunio occorso a Richard Kingson, fa il suo esordio in Premier League anche Mark Halstead.
Il 19 marzo, il Blackpool si reca sul campo dei vicini rivali del Blackburn. La trasferta in Lancashire parte benissimo per i Seasiders che, all'intervallo, sono avanti 2-0. Nonostante questo, però, le reti di Christopher Samba e, sempre nel recupero del secondo tempo, di Junior Hoilett fissano il risultato sul definitivo 2-2. A otto giornate dalla fine del campionato, il Blackpool rimane così al 15º posto in classifica.
Dopo due settimane di inattività, dovute alla FA Cup e all'ultima pausa per le nazionali della stagione, i Tangerines tornano di scena a Londra, questa volta a Craven Cottage, dove vengono battuti dal Fulham (0-3), grazie alle reti di Bobby Zamora (doppietta) e Dickson Etuhu. Il risultato lascia il Blackpool al 17º posto in classifica e con un solo punto di vantaggio sulla zona retrocessione.
Quando l'Arsenal visita Bloomfield Road, inizia un delicatissimo ciclo di quattro partite casalinghe consecutive per i Seasiders, all'interno delle quali gli uomini di Holloway sono necessariamente chiamati a fare punti. Contro i Gunners secondi in classifica però, le cose non vanno bene: le reti di Abou Diaby, Emmanuel Eboué e Robin van Persie rendono inutile il gol di Gary Taylor-Fletcher e consegnano al Blackpool un'altra sconfitta (1-3). Peggio ancora va la sfida contro il ben più abbordabile Wigan: i disastri combinati dalla difesa di casa concedono ai Latics, diretti rivali degli arancioni nella corsa per non retrocedere, un triplice vantaggio che nemmeno il decimo gol stagionale di DJ Campbell può recuperare. Con questo risultato, per la prima volta in stagione, il Blackpool entra in zona retrocessione: la paura comincia a farsi notare.
La settimana successiva il Blackpool ospita il Newcastle, in una partita tanto delicata quanto emozionante vista la recente scomparsa di una bandiera del Club come Allan Brown (ex giocatore e manager dei Tangerines). Spinti dal solito DJ Campbell, i padroni di casa trovano la forza per evitare l'ennesima sconfitta, portando a casa un 1-1 che li aiuta a risalire al 17º posto della graduatoria (grazie ad una migliore differenza reti rispetto al Wigan, appena sconfitto 2-4 dal Sunderland).
Anche l'ultima partita delle quattro consecutive in casa si conclude con un pari per il Blackpool, il quale non va oltre lo 0-0 contro lo Stoke. Il primo clean sheet casalingo della stagione, aiuta i Seasiders a mantenere invariate le situazioni di classifica: il Wigan pareggia contro l'Everton, ma rimane al 18º posto a causa della peggior differenza reti.
Maggio comincia con un pareggio, di per sé prestigioso, contro il Tottenham a White Hart Lane, se non fosse che anche in questo caso i Tangerines si fanno raggiungere da un gol di Jermain Defoe arrivato esattamente al 90º minuto. Il pari mantiene invariata la situazione col Wigan, ma il giorno successivo il Blackpool entra lo stesso in zona retrocessione a causa della vittoria dei Wolves contro il West Brom nel "Black Country Derby".
Il 14 maggio, il Blackpool gioca l'ultima partita casalinga della sua stagione contro il Bolton. In un primo tempo scoppiettante, i Tangerines vanno prima in svantaggio (puniti da Kevin Davies dopo soli 6') e poi trovano la forza di rimontare, fino a portarsi avanti 3-2. Nella ripresa, DJ Campbell segna il suo 13° gol stagionale e scrive la parola fine sul match, regalando al Blackpool la prima vittoria negli ultimi tre mesi. Il risultato finale della partita, tra l'altro, è lo stesso della famosa "Matthews Final", la finale della FA Cup 1953 che proprio il Blackpool vinse al vecchio Wembley contro il Bolton. Nonostante questo, i Seasiders rimangono in zona retrocessione a causa della contemporanea vittoria del Wolverhampton sul campo del Sunderland (1-3).
L'ultima gara della stagione, quella nella quale il Blackpool si gioca la permanenza nella massima serie, arriva al "Teatro dei Sogni", laddove il Manchester United di Sir Alex Ferguson vuole festeggiare con stile la conquista del 19º titolo di campione d'Inghilterra. In una partita memorabile, giocata davanti a 75mila spettatori, i Tangerines vanno prima in svantaggio a causa di un gol di Park Ji-Sung per poi pareggiare con Charlie Adam e trovare, addirittura, il gol del 2-1 con Gary Taylor-Fletcher. In maniera atroce, mentre i risultati dagli altri campi cominciano a far preoccupare i tifosi arancioni, lo United trova il pareggio grazie al brasiliano Anderson e passa immediatamente in vantaggio con l'autorete di Ian Evatt. A nove minuti dalla fine della partita, il Pallone d'Oro 2001, Michael Owen, segna il gol del definitivo 2-4 che, insieme ai risultati di Wolverhampton e Wigan condanna matematicamente il Blackpool alla retrocessione, esattamente 365 giorni dopo lo storico successo della finale play-off di Wembley dell'annata precedente. A fare compagnia ai Seasiders, i quali chiudono la stagione al 19º posto, a un punto e tre gol dalla salvezza, sono Birmingham City e West Ham (retrocesso già la settimana precedente).

## Maglie e sponsor
Per la stagione 2010-2011, la prima in Premier League della storia del Club, il Blackpool viene vestito dal marchio d'abbigliamento inglese Carbrini, già sponsor sia tecnico che main sponsor durante la stagione precedente.
La maglia casalinga è completamente arancione, il colore simbolo del Club, con l'unico dettaglio presente nel colletto: interamente bianco. Per quanto riguarda la maglia da trasferta, invece, il Blackpool gioca le partite lontano da Bloomfield Road con una divisa a righe verticali azzurre e blu.
Main sponsor della stagione è la compagnia di scommesse Wonga, la quale rimarrà sponsor di squadre di Premier League anche nelle stagioni successive.

## Rosa
Rosa aggiornata al 1º marzo 2011.
| N. |                        | Ruolo | Calciatore           |
| -- | ---------------------- | ----- | -------------------- |
| 1  | Inghilterra (bandiera) | P     | Paul Rachubka        |
| 2  | Inghilterra (bandiera) | D     | Danny Coid           |
| 3  | Scozia (bandiera)      | D     | Stephen Crainey      |
| 4  | Inghilterra (bandiera) | C     | Keith Southern       |
| 5  | Galles (bandiera)      | D     | Neal Eardley         |
| 6  | Inghilterra (bandiera) | D     | Ian Evatt            |
| 7  | Irlanda (bandiera)     | C     | Billy Clarke         |
| 8  | Francia (bandiera)     | C     | Malaury Martin       |
| 9  | Inghilterra (bandiera) | A     | Marlon Harewood      |
| 10 | Inghilterra (bandiera) | A     | Brett Ormerod        |
| 11 | Galles (bandiera)      | C     | David Vaughan        |
| 12 | Inghilterra (bandiera) | C     | Gary Taylor-Fletcher |
| 13 | Inghilterra (bandiera) | P     | Mark Halstead        |
| 14 | Francia (bandiera)     | C     | Elliot Grandin       |
| 15 | Inghilterra (bandiera) | D     | Alex Baptiste        |
| 16 | Inghilterra (bandiera) | A     | Luke Varney          |
| 17 | Inghilterra (bandiera) | C     | Chris Basham         |
| 18 | Giamaica (bandiera)    | A     | Jason Euell          |
| 19 | Francia (bandiera)     | C     | Ludovic Sylvestre    |

| N. |                             | Ruolo | Calciatore              |
| -- | --------------------------- | ----- | ----------------------- |
| 20 | Irlanda del Nord (bandiera) | D     | Craig Cathcart          |
| 21 | Scozia (bandiera)           | P     | Matt Gilks              |
| 22 | Inghilterra (bandiera)      | D     | Ashley Eastham          |
| 23 | Inghilterra (bandiera)      | C     | Matt Phillips           |
| 24 | Galles (bandiera)           | D     | Rob Edwards             |
| 26 | Scozia (bandiera)           | C     | Charlie Adam (capitano) |
| 27 | Inghilterra (bandiera)      | C     | Ishmel Demontagnac      |
| 28 | Ghana (bandiera)            | P     | Richard Kingson         |
| 29 | Australia (bandiera)        | C     | David Carney            |
| 30 | Scozia (bandiera)           | C     | Stephen Husband         |
| 31 | Israele (bandiera)          | D     | Dekel Keinan            |
| 31 | Marocco (bandiera)          | D     | Salaheddine Sbaï        |
| 32 | Inghilterra (bandiera)      | A     | Tom Barkhuizen          |
| 34 | Inghilterra (bandiera)      | C     | Liam Tomsett            |
| 39 | Inghilterra (bandiera)      | A     | DJ Campbell             |
| 41 | Bielorussia (bandiera)      | A     | Sergei Kornilenko       |
| 42 | Inghilterra (bandiera)      | C     | Jason Puncheon          |
| 43 | Irlanda (bandiera)          | C     | Andy Reid               |
| 44 | Inghilterra (bandiera)      | A     | James Beattie           |

## Calciomercato

### Sessione estiva(dal 01/07 al 31/08)
| Acquisti         | Acquisti          | Acquisti          | Acquisti            |
| R.               | Nome              | da                | Modalità            |
| ---------------- | ----------------- | ----------------- | ------------------- |
| D                | Craig Cathcart    | Manchester United | definitivo          |
| C                | Ludovic Sylvestre | Mladá Boleslav    | definitivo          |
| A                | Elliot Grandin    | CSKA Sofia        | definitivo          |
| C                | Malaury Martin    | Monaco            | gratuito            |
| A                | Marlon Harewood   | Aston Villa       | gratuito            |
| C                | Chris Basham      | Bolton            | definitivo          |
| D                | Dekel Keinan      | Maccabi Haifa     | gratuito            |
| C                | Matt Phillips     | Wycombe           | definitivo (£700k)  |
| A                | DJ Campbell       | Leicester         | definitivo (£1,75M) |
| C                | David Carney      | Twente            | definitivo          |
| P                | Richard Kingson   | Wigan             | gratuito            |
| Altre operazioni |                   |                   |                     |
| R.               | Nome              | da                | Modalità            |
| A                | Luke Varney       | Derby County      | prestito            |

| Cessioni         | Cessioni         | Cessioni      | Cessioni             |
| R.               | Nome             | a             | Modalità             |
| ---------------- | ---------------- | ------------- | -------------------- |
| A                | Ben Burgess      | Notts County  | gratuito             |
| Altre operazioni |                  |               |                      |
| R.               | Nome             | a             | Modalità             |
| A                | Stephen McPhee   |               | ritiro               |
| Altre operazioni |                  |               |                      |
| R.               | Nome             | a             | Modalità             |
| C                | Alhassan Bangura |               | svincolato           |
| C                | Hameur Bouazza   |               | svincolato           |
| C                | Joe Martin       |               | svincolato           |
| A                | Daniel Nardiello |               | svincolato           |
| D                | Danny Coid       | Rotherham Utd | prestito (dal 15/11) |

### Sessione invernale(dal 01/01 al 31/01)
| Acquisti         | Acquisti          | Acquisti      | Acquisti             |
| R.               | Nome              | da            | Modalità             |
| ---------------- | ----------------- | ------------- | -------------------- |
| C                | Andy Reid         | Sunderland    | definitivo           |
| Altre operazioni |                   |               |                      |
| R.               | Nome              | da            | Modalità             |
| A                | Sergei Kornilenko | Zenit         | prestito             |
| A                | James Beattie     | Rangers       | prestito             |
| D                | Salaheddine Sbaï  | Nîmes         | prestito             |
| C                | Jason Puncheon    | Southampton   | prestito             |
| D                | Danny Coid        | Rotherham Utd | rientro dal prestito |

| Cessioni | Cessioni           | Cessioni         | Cessioni             |
| R.       | Nome               | a                | Modalità             |
| -------- | ------------------ | ---------------- | -------------------- |
| D        | Dekel Keinan       | Cardiff City     | definitivo           |
| C        | Stephen Husband    | Stockport County | prestito             |
| C        | Ishmel Demontagnac | Stockport County | prestito             |
| A        | Jason Euell        | Doncaster        | prestito (dal 17/02) |
| A        | Marlon Harewood    | Barnsley         | prestito (dal 26/02) |

## Risultati

### Premier League
| Arbitro: | Mark Halsey (Hertfordshire) |

|  |           |                                                    |
|  | Marcatori | Taylor-Fletcher 16’ Harewood 38’, 43’ Baptiste 75’ |

| Arbitro: | Mike Jones (Cheshire) |

|                                                                 |           |  |
| Walcott 12’, 39’, 58’ Arshavin 32’ (rig.) Diaby 49’ Chamakh 84’ | Marcatori |  |

| Arbitro: | Michael Oliver (Northumberland) |

|                               |           |                      |
| Pantsil 71’ (aut.) Varney 76’ | Marcatori | Zamora 35’ Etuhu 87’ |

| Arbitro: | Lee Mason (Greater Manchester) |

|  |           |                              |
|  | Marcatori | Adam 45’ (rig.) Campbell 90’ |

| Arbitro: | Mark Clattenburg (Durham) |

|                                      |           |  |
| Kalou 2’ Malouda 12’, 41’ Drogba 30’ | Marcatori |  |

| Arbitro: | Mike Dean (Wirral) |

|              |           |                               |
| Phillips 85’ | Marcatori | Adam 21’ (aut.) Emerton 90+3’ |

| Arbitro: | Mike Jones (Cheshire) |

|               |           |                              |
| Kyrgiakos 53’ | Marcatori | Adam 29’ (rig.) Varney 45+2’ |

| Arbitro: | Phil Dowd (Staffordshire) |

|                                    |           |                          |
| Harewood 78’ Taylor-Fletcher 90+3’ | Marcatori | Tévez 67’, 79’ Silva 90’ |

| Arbitro: | Anthony Taylor (Cheshire) |

|                         |           |  |
| Ridgewell 36’ Žigić 56’ | Marcatori |  |

| Arbitro: | Michael Oliver (Northumberland) |

|                            |           |             |
| Adam 12’ (rig.) Varney 63’ | Marcatori | Mulumbu 84’ |

| Arbitro: | Andre Marriner (Birmingham) |

|                         |           |                        |
| Eardley 10’ Vaughan 48’ | Marcatori | Cahill 13’ Coleman 50’ |

| Arbitro: | Anthony Taylor (Cheshire) |

|                                        |           |                           |
| Downing 28’ Delfouneso 60’ Collins 89’ | Marcatori | Harewood 45’ Campbell 87’ |

| Londra 13 novembre 2010, ore 15:00 GMT 13ª giornata | West Ham Utd                  | 0 – 0 referto | Blackpool | Boleyn Ground (31 194 spett.)\| Arbitro: \| Kevin Friend (Leicestershire) \| |
| Arbitro:                                            | Kevin Friend (Leicestershire) |               |           |                                                                              |

| Arbitro: | Mark Clattenburg (Durham) |

|                         |           |           |
| Varney 33’ Harewood 44’ | Marcatori | Doyle 86’ |

| Arbitro: | Mike Dean (Wirral) |

|                          |           |                      |
| Petrov 76’ M. Davies 89’ | Marcatori | Evatt 28’ Varney 57’ |

| Arbitro: | Peter Walton (Northamptonshire) |

|                           |           |                                  |
| Cathcart 15’ Campbell 43’ | Marcatori | Berbatov 72’, 88’ Chicharito 74’ |

| Arbitro: | Anthony Taylor (Cheshire) |

|  |           |              |
|  | Marcatori | Campbell 48’ |

| Arbitro: | Chris Foy (Lancashire) |

|                                          |           |                    |
| Adam 18’ (rig.) Campbell 44’ Ormerod 80’ | Marcatori | Pavlyuchenko 90+3’ |

| Arbitro: | Michael Oliver (Northumberland) |

|                           |           |           |
| Fletcher 12’ Campbell 69’ | Marcatori | Torres 3’ |

| Arbitro: | Andre Marriner (Birmingham) |

|  |           |                   |
|  | Marcatori | Campbell 50’, 90’ |

| Arbitro: | Mark Clattenburg (Durham) |

|             |           |  |
| Johnson 34’ | Marcatori |  |

| Arbitro: | Jonathan Moss (West Riding) |

|              |           |                   |
| Campbell 68’ | Marcatori | Hleb 24’ Dann 89’ |

| Arbitro: | Stuart Attwell (Warwickshire) |

|                                  |           |                                 |
| Odemwingie 37’, 87’ Morrison 52’ | Marcatori | Vaughan 11’ Taylor-Fletcher 80’ |

| Arbitro: | Lee Mason (Greater Manchester) |

|                 |           |                     |
| Adam 86’ (rig.) | Marcatori | Richardson 15’, 36’ |

| Arbitro: | Stuart Attwell (Warwickshire) |

|          |           |                           |
| Adam 42’ | Marcatori | Obinna 24’, 44’ Keane 37’ |

| Arbitro: | Kevin Friend (Leicestershire) |

|                                      |           |                                    |
| Saha 20’, 47’, 76’, 84’ Beckford 80’ | Marcatori | Baptiste 37’ Puncheon 62’ Adam 64’ |

| Arbitro: | Howard Webb (West Yorkshire) |

|             |           |                |
| Grandin 14’ | Marcatori | Agbonlahor 10’ |

| Arbitro: | Neil Swarbrick (Lancashire) |

|                                            |           |  |
| Jarvis 2’ O'Hara 54’ Ebanks-Blake 78’, 90’ | Marcatori |  |

| Arbitro: | Mike Dean (Wirral) |

|              |           |                              |
| Puncheon 86’ | Marcatori | Terry 20’ Lampard 62’ (rig.) |

| Arbitro: | Howard Webb (West Yorkshire) |

|                         |           |                 |
| Samba 49’ Hoilett 90+3’ | Marcatori | Adam 25’ (rig.) |

| Arbitro: | Stuart Attwell (Warwickshire) |

|                           |           |  |
| Zamora 23’, 28’ Etuhu 72’ | Marcatori |  |

| Arbitro: | Lee Mason (Greater Manchester) |

|                     |           |                                    |
| Taylor-Fletcher 52’ | Marcatori | Diaby 18’ Eboué 21’ van Persie 76’ |

| Arbitro: | Peter Walton (Hertfordshire) |

|              |           |                                              |
| Campbell 83’ | Marcatori | Rodallega 3’ N'Zogbia 45’ Eardley 67’ (aut.) |

| Arbitro: | Martin Atkinson (West Yorkshire) |

|              |           |                 |
| Campbell 32’ | Marcatori | Løvenkrands 17’ |

| Blackpool 30 aprile 2011, ore 15:00 GMT 35ª giornata | Blackpool                 | 0 – 0 referto | Stoke City | Bloomfield Road (16 003 spett.)\| Arbitro: \| Mark Clattenburg (Durham) \| |
| Arbitro:                                             | Mark Clattenburg (Durham) |               |            |                                                                            |

| Arbitro: | Lee Probert (Wiltshire) |

|           |           |                 |
| Defoe 89’ | Marcatori | Adam 76’ (rig.) |

| Arbitro: | Andre Marriner (Birmingham) |

|                                        |           |                                       |
| Campbell 9’, 45’ Puncheon 19’ Adam 63’ | Marcatori | K. Davies 6’ Taylor 24’ Sturridge 53’ |

| Arbitro: | Mike Dean (Wirral) |

|                                                 |           |                              |
| Park 21’ Anderson 62’ Evatt 74’ (aut.) Owen 81’ | Marcatori | Adam 40’ Taylor-Fletcher 57’ |

### FA Cup

#### Turni eliminatori
| Arbitro: | Danny McDermid (Hampshire) |

|                      |           |  |
| Barnard 53’ Guly 88’ | Marcatori |  |

### EFL Cup

#### Turni eliminatori
| Arbitro: | Anthony Bates (Staffordshire) |

|                                        |           |                                           |
| S. Baldock 1’ Easter 55’, 57’ Guy 110’ | Marcatori | Ormerod 52’ Sylvestre 58’ Adam 82’ (rig.) |

## Statistiche

### Statistiche di squadra
Statistiche aggiornate al 22 maggio 2011
| Competizione   | Punti         | In casa | In casa | In casa | In casa | In casa | In casa | In trasferta | In trasferta | In trasferta | In trasferta | In trasferta | In trasferta | Totale | Totale | Totale | Totale | Totale | Totale | DR  |
| Competizione   | Punti         | G       | V       | N       | P       | Gf      | Gs      | G            | V            | N            | P            | Gf           | Gs           | G      | V      | N      | P      | Gf     | Gs     | DR  |
| -------------- | ------------- | ------- | ------- | ------- | ------- | ------- | ------- | ------------ | ------------ | ------------ | ------------ | ------------ | ------------ | ------ | ------ | ------ | ------ | ------ | ------ | --- |
| Premier League | 39            | 19      | 5       | 5       | 9       | 30      | 37      | 19           | 5            | 4            | 10           | 25           | 41           | 38     | 10     | 9      | 19     | 55     | 78     | -23 |
| FA Cup         | Terzo Turno   | 0       | 0       | 0       | 0       | 0       | 0       | 1            | 0            | 0            | 1            | 0            | 2            | 1      | 0      | 0      | 1      | 0      | 2      | -2  |
| Carabao Cup    | Secondo Turno | 0       | 0       | 0       | 0       | 0       | 0       | 1            | 0            | 0            | 1            | 3            | 4            | 1      | 0      | 0      | 1      | 3      | 4      | -1  |
| Totale         | 39            | 19      | 5       | 5       | 9       | 30      | 37      | 21           | 5            | 4            | 12           | 28           | 47           | 40     | 10     | 9      | 21     | 58     | 84     | -26 |

### Andamento in campionato
| Giornata  | 1 | 2  | 3  | 4 | 5 | 6  | 7 | 8  | 9  | 10 | 11 | 12 | 13 | 14 | 15 | 16 | 17 | 18 | 19 | 20 | 21 | 22 | 23 | 24 | 25 | 26 | 27 | 28 | 29 | 30 | 31 | 32 | 33 | 34 | 35 | 36 | 37 | 38 |
| --------- | - | -- | -- | - | - | -- | - | -- | -- | -- | -- | -- | -- | -- | -- | -- | -- | -- | -- | -- | -- | -- | -- | -- | -- | -- | -- | -- | -- | -- | -- | -- | -- | -- | -- | -- | -- | -- |
| Luogo     | T | T  | C  | T | T | C  | T | C  | T  | C  | C  | T  | T  | C  | T  | C  | T  | C  | C  | T  | T  | C  | T  | C  | C  | T  | C  | T  | C  | T  | T  | C  | C  | C  | C  | T  | C  | T  |
| Risultato | V | P  | N  | V | P | P  | V | P  | P  | V  | N  | P  | N  | N  | N  | P  | V  | V  | V  | V  | P  | P  | P  | P  | P  | P  | N  | P  | P  | N  | P  | P  | P  | N  | N  | N  | V  | P  |
| Posizione | 2 | 10 | 10 | 4 | 9 | 13 | 9 | 10 | 14 | 9  | 11 | 14 | 15 | 11 | 10 | 12 | 8  | 9  | 12 | 11 | 10 | 11 | 12 | 13 | 15 | 15 | 16 | 14 | 15 | 15 | 17 | 17 | 18 | 17 | 17 | 17 | 18 | 19 |

Legenda:

Luogo: C = Casa; T = Trasferta. Risultato: V = Vittoria; N = Pareggio; P = Sconfitta.